# カンバーランド教会の戦い
カンバーランド教会の戦い（カンバーランドきょうかいのたたかい、英: Battle of Cumberland Church）は、南北戦争も最終盤となった1865年4月7日に、バージニア州カンバーランド郡のファームビル近くで起きたアポマトックス方面作戦の戦闘である。北軍ポトマック軍の第2軍団が南軍北バージニア軍と戦った。
4月6日に起きたセイラーズクリークの戦いの後、南軍リチャード・H・アンダーソン中将とジョン・B・ゴードン少将の残存部隊が、アポマトックス川に架かる二重構造の橋、ハイブリッジに向かっていた。この橋は上が鉄道橋、下が荷車用道路橋になっていた。この部隊は川の北岸に渡って、その後に西への撤退を続けようとしていた。南軍はその前の日のハイブリッジの戦いで橋を救うために戦ったが、自軍が渡ってしまったこのときは橋を壊す考えだった。しかし、誤りや遅れが生じたために、北軍アンドリュー・A・ハンフリーズ少将の第2軍団が橋の袂に到着し始めるまで破壊を始められないでいた。ハイブリッジの戦いの第2段階となる小さな戦闘が起きた後、北軍は鉄道橋の全体的な破壊を食い止め、荷車用橋は利用できる形で確保できた。
ハンフリーズの部隊は、南軍の行軍している最後の師団であるウィリアム・マホーン少将の師団を、西へ4マイル (6.4 km)、ファームビルの北3マイル (4.8 km) であるカンバーランド教会まで追撃した。南軍は教会の周りの高台に防御的な配置を始めた。それから間もなく、ジェイムズ・ロングストリート中将の下に残っていた南軍歩兵部隊の全軍がファームビルから来てマホーン隊と合流した。ロングストリート隊はファームビルを発った後に鉄道と荷車の橋を燃やしていた。後に残されていた南軍の騎兵隊と歩兵1個旅団はその近くで川を歩いて渡るしかなかった。
カンバーランド教会に来る途中の戦闘で、トマス・A・スミス准将が致命傷を負った後、北軍のハンフリーズはマホーン隊の直ぐ後で教会近くに到着していた2個師団に南軍の前線を攻撃するよう命じた。ハンフリーズは南軍の陣地があまりに強力でこれを落とせないと判断し、フランシス・C・バーロー准将を呼び戻した。その師団はゴードンの軍団を追って真っ直ぐファームビルに向かっているところだった。ハンフリーズはさらにポトマック軍指揮官のジョージ・ミード少将に、ロバート・E・リーの全軍が川の北にいるという伝言を送った。その南軍全軍と戦うために援軍を送って欲しい旨提案していた。南軍がファームビルの橋を壊していたことを、その時はハンフリーズもミードも知らず、従ってその日の午後に援軍がハンフリーズの元には着かないことが分かっていなかった。
ハンフリーズは、近くで起きた騎兵隊の戦闘が、リーの歩兵部隊と戦うための援軍が到着したものと誤解し、新たな攻撃を命じたがこれも南軍に撃退された。騎兵同士の戦闘でJ・アービン・グレッグ大佐（名誉准将）が南軍に捕まった。ハンフリーズは、早急に援軍を得られず、夜が近づいていたので、それ以上の攻撃は命じなかった。カンバーランド教会の戦いで、第2軍団は少なくとも571名の損失を出し、ファームビルの戦いと呼ばれることもある騎兵の戦闘では74名の損失を出した。南軍の損失は不明だが、北軍の出した損失の半分程度と推計されている。アメリカ合衆国国立公園局はその数字を255名としている。
ロバート・E・リー将軍は北軍がカンバーランド教会の自軍の近くまで来ていることを理解し、その夜11時ごろに、前夜に続いてさらに西への行軍を続けさせることにした。南軍はカンバーランド教会で北軍を追い返し、その時の損失も小さかったが、南軍の動きは遅れており、そのためにアポマトックス川の南岸にいる北軍が南軍を追い越してアポマトックス・コートハウスに至って遮断し、そこで次のの戦闘になった。

## 背景

### セイラーズクリークからの後退
サウスサイド鉄道はファームビルの近くで急勾配を躱す必要があったので、ファームビルの東、ライス駅から約6マイル (9.7 km) でハイブリッジを架けてアポマトックス川の南岸から北岸に渡していた。鉄道はハイブリッジからは北岸に沿って走り、南西4マイル (6.4 km) でファームビルに達していた。ファームビルで鉄道は川を渡って南岸に戻り、西に進んでいた。ファームビルの鉄道橋も隣接して荷車用橋があった。
セイラーズクリークの戦いの後、南軍のリチャード・H・アンダーソン中将とジョン・B・ゴードン少将およびその軍団の残存兵は、サウスサイド鉄道のハイブリッジとその下にある荷車用橋に向かい、比較的安全と考えられるアポマトックス川の北岸に渡った。彼らが橋を渡った後に橋を壊そうとして北軍と戦って成功しなかった後、ゴードンとその部隊はハイブリッジの鉄道にそって進み、川の北岸を行き、ファームビルの橋で再び南岸に戻って食料を得てからすぐさま北岸に戻った。

### ロングストリートの動き、ファームビル脱出
ジェイムズ・ロングストリート中将の軍団は4月6日朝にライス駅に到着しており、行軍の先頭に立っていたのでセイラーズクリークの戦いを見過ごし、通り過ぎていた。4月6日、ライス駅での小さな戦闘が起きた後、夜の間に行軍し、北軍エドワード・オード少将のジェームズ軍に属するジョン・ギボン少将の第24軍団の追撃をすり抜けていた。第24軍団はその日の午後の間にライス駅の南軍前線に接近してきていた。ロングストリートの軍団は川の南岸に留まり、その夜の間は西のファームビルに向かっていた。南軍の騎兵隊がロングストリート軍団の行軍を遮蔽していたが、ブッシュ川を渡った後に、カドマス・M・ウィルコックス少将師団のアルフレッド・M・スケールズの旅団（この時はジョセフ・H・ハイマン大佐が指揮）を後衛に置いた。
4月7日午前9時頃、ロングストリートの部隊がファームビルに到着し始めたが、北軍ジョージ・クルック少将の騎兵師団から密な追跡を受けていた。オードのジェームズ軍、ギボンの第24軍団は、第25軍団のウィリアム・バーニー准将の第2師団によって補強され、その後をクルックの騎兵隊が付いていた。ファームビルでロングストリートの兵士達に食料が配給されたが、その食事の準備を始める前に川の北岸に行くよう告げられた。
南軍の兵站総監アイザック・M・セントジョンが町の直ぐ外で砲声を聞いた時、サウスサイド鉄道の食料を積んだ貨車の捕獲を免れるために、西のパンプリン・デポあるいはパンプリン駅に動かした。フィリップ・シェリダン少将の騎兵隊がパンプリン駅に先に到着し、物資を積んだ機関車と貨車の3編成を捕獲した。南軍の憲兵隊と囚人たちが、食料も無いままに道路を下って行かされた。ファームビルを出て行く兵士に食料が渡され、配布されて空になった荷車は燃やされた。ロングストリートは、北軍が町を閉鎖するのを避けるために、ファームビルからカンバーランド教会近辺まで急速に移動する必要があった。

### ハイブリッジでの第2の戦闘
アンドリュー・A・ハンフリーズ少将は4月7日午前5時半に、前日のセイラーズクリーク戦場から西に、その第2軍団に行軍を開始させた。フランシス・C・バーロー准将の指揮する第2軍団第2師団の先遣隊が午前7時頃にハイブリッジに到着したときに、南軍が橋の北岸（および西側）にあった橋頭堡を爆破していたことが分かった。さらに上の鉄道橋と下の荷車用および歩行者用の橋を燃やし始めようとしているところだった。アンダーソン中将が衛兵に出していた誰も渡してはならないという命令が間違って解釈され、ウィリアム・マホーン少将の師団が渡ることができたのは、その命令の真意が明確にされた後のことだった。その後も南軍のトマス・M・R・タルコット大佐が指揮する工兵隊に、橋を破壊する命令が伝わるまでに、さらに時間が流れた。このような事情で、北軍第2軍団の先遣隊が、南軍がまさに橋を破壊しようとしているときに、橋に到着できた。
その後に起きた橋を救うか破壊するかという戦闘が第二次ハイブリッジの戦いと呼ばれるものであり、前日の（第一次）ハイブリッジの戦いに続くものだった。前日は北軍の襲撃部隊が橋を破壊して、アポマトックス川の南岸に居る南軍の渡河を抑えようとしたが、南軍が戦いに勝って橋を救い、北軍に戦死者を出させ、その1部隊を捕まえていた。4月7日朝の第二次の戦いでは、アイザック・R・スターバード大佐の指揮するメイン第19志願歩兵連隊が、鉄道橋の全面的な破壊を阻止できたが、使用は難しくなった。下の荷車用橋は確保でき、第2軍団がそれを渡って、ゴードン、アンダーソン、マホーンの各部隊の追撃を続けた。バーロー師団のウィリアム・A・オルムステッド大佐が指揮する第1旅団と、トマス・アルフレッド・スミス准将の第3旅団に、ネルソン・マイルズ准将の師団が加わり、橋の破壊を完了しようとしたマホーン隊の反撃を駆逐した。北軍第2軍団が橋に到着し始めたときに、マホーン師団は川の北の高台にある2つの堡塁で防衛線を敷いていたが、橋を破壊できず、ハンフリーズの軍団の渡河を阻止できないと分かったときに、北西への移動を始めた。
ゴードンの軍団は鉄道の路床に沿って川を遡り、ファームビルへ向かった。ハンフリーズは、マイルスとレジス・ド・トロブリアンド准将の師団と共にマホーン隊を追いかけ、バーローの師団がゴードン隊を追いかけた。

### 追撃; スミスが致命傷を負う
ゴードンの軍団とバーローの師団はハイブリッジからファームビルの郊外まで小競り合いを続けた。ミシガン第7志願歩兵連隊とニューヨーク第59志願歩兵連隊からの103名の先遣隊が、南軍ジョン・A・ウォーカーズ准将師団のノースカロライナ第9狙撃兵大隊によって捕虜にされた。
バーローの師団がゴードン師団の一部に追いつき、道沿いにあった135両の荷車を捕獲し燃やした。この攻撃中に、スミス准将が、ファームビル近くでゴードンの後衛から50ヤード (46 m) 以内にあった散兵線まで馬で進んだ時に、狙撃兵の銃弾が当たって致命傷を負った。
デラウェア第1歩兵連隊のダニエル・ウッドール大佐がスミスの第3旅団の指揮を引き継いだ。スミス隊の兵士はスミスが倒れたことで呆然とし、数分間は移動を拒否している間に、ゴードン隊が撤退を始めた。ウィリアム・A・オルムステッド大佐の旅団がスミス旅団の支援に動いたが、南軍がスミスの躊躇している部隊を攻撃したときに、その部隊兵約100名が捕まった。バーロー隊は川の北でファームビルの外れ近くに達したときに、追撃を止めてしまった。

### 北軍がファームビルを占領; 南軍が北に撤退
第6軍団がマホーンの師団とゴードンの軍団をアポマトックス川の北に追っている間、オードとギボンズは第24軍団とクルックの師団からの1個騎兵旅団と共に、ロングストリートの後衛であるスケールズの旅団や騎兵隊とブッシュ川の少し手前、ブリアリー・クリークで戦った。この戦闘時に、南軍カドマス・ウィルコックス少将師団の別の部隊がファームビルで食料を受け取り、川の北岸に移動した。16連発のヘンリー・ライフル銃で武装した北軍メイン第1騎兵連隊が南軍後衛への攻撃を率い、北軍が南軍をファームビルの方向に追い落とした。
ウィルコックスはその師団を率いて川を戻り、パンプリン駅に向かって移動する前に食料を積んでいた列車と後衛を守った。その後部隊を北岸に戻し、アレクサンダーの部隊が橋を燃やし始めた。南軍が全ての兵士が橋を渡る前に橋を燃やしていたので、トマス・ロッサー少将とトマス・T・マンフォード大佐の騎兵師団と、ジョン・ブラットン准将の歩兵旅団がさらに上流で川を渡らねばならなくなったが、この時は北軍クルックの先遣隊から銃撃を受けることになった。
橋が燃やされた時に、クルックの騎兵隊が町に入って来て落伍兵を捕獲しており、一方第24軍団は僅か0.05マイル (80 m) 離れているだけだった。クルックの騎兵隊の本隊がファームビルに到着した時までに、南軍の大半はアポマトックス川の橋を渡って北岸に居り、町の主要な部分から川の北岸に導く橋を焼いていた。騎兵隊は川を渡ったが、クルック隊は歩兵ならば川を渡るには深すぎると判断した。
午後1時半までに、北軍ジェームズ軍と、ポトマック軍ホレイショ・ライト少将の第6軍団がファームビルを占領し、クルックの騎兵隊は町の直ぐ北西にアポマトックス川を渡せる地点を見つけた。その後間もなく、北軍の総司令官ユリシーズ・グラント中将とその参謀がファームビルに到着し、ランドルフの家（プリンス・エドワード・ホテル）をその作戦本部にした。
南軍の全軍がファームビルから川を渡ったとき、町を見下ろすカンバーランド・ハイツで戦闘配置を作った。北軍がファームビルに入って来た時に砲撃できるよう大砲が設置された。それから短い時間が過ぎた後で、南軍は3マイル (4.8 km)北に撤退し、カンバーランド教会周辺でマホーンの師団と合流した。この場所で、ロングストリートの第1軍団砲兵隊長エドワード・ポーター・アレクサンダーがリー将軍に、アポマトックス駅に行軍するルートは川の南岸で8マイル (13 km) 短く、南岸に居るべきだと伝えた。この頃、リーは北軍が南軍の後を追ってハイブリッジを渡っており、川の北岸では北軍を突き放せないことが分かった。リー軍はファームビルの橋を焼いており、そこで南岸には戻れなかった。

### カンバーランド教会の戦い
ハイブリッジの北西約5マイル (8 km)、ファームビルの北3マイル (4.8 km) にあるカンバーランド教会には、マホーンの師団が最初に到着し、教会周りの高台を占領していた。開けた地面の長い斜面の頂点で塹壕に入り、リンチバーグに至る板張り道を支配していた。アンダーソン中将は集められた落伍兵の数も少なく、北軍ハンフリーズの軍団が川の同じ岸を自軍に向かって進んでいるとマホーンが告げたときに、砲兵隊が西に向かっていた。
北軍第2軍団長ハンフリーズ少将は、マイルス准将とド・トロブリアンド准将の師団と共に、午後1時ごろにカンバーランド教会のリンチバーグに向かう道路近くに到着し、マホーンの師団とはすぐに交戦しなかったが、北バージニア軍の残存部隊全軍と交戦した。南軍ウィリアム・T・ポーグ中佐は、北軍部隊が近づいてくると、その16門の大砲を発砲させた。マイルス師団の兵士が一時的に南軍アーサー・B・ウィリアムズ大尉のノースカロライナ砲兵隊の大砲を捕獲したが、ブライアン・グリムズ少将の部隊がそれを取り返した、このことが特にセイラーズクリークで大きな打撃を受けた部隊の残存兵や、ファームビルに到着しなかったので列車から食料を得られなかったゴードン隊の間に混乱を生んだが、南軍はカンバーランド教会で防衛の準備を始めた。
ハンフリーズの軍団が近づいてくると、ゴードン隊はマホーン隊に追いつき、北バージニア軍の使える兵士全軍がカンバーランド教会近くに居ることになった。歴史家のウィリアム・マーベルは、南軍が約12,000名の有効な兵士が大砲と共にカンバーランド教会の陣地を守っていたと述べている。彼らは丘に到着した後すぐに、かぎ針隊形で薄い胸壁の前線の準備を始めた。マホーンの師団が前線の右翼に就き、ポーグの砲兵隊をその右手に置いた。ゴードンの軍団がポーグの右手に入り、ロングストリートの軍団がゴードンの隣に動いた。フィッツヒュー・リー少将の騎兵隊の一部がマホーン隊の左側面保護に動いた。南軍騎兵隊の残りは後衛につき、ヘンリー・ヒースの師団がそれを支援した。
ハンフリーズの軍団は勢力が同じ12,000名だったが、南軍守備陣にある高台に陣しては居らず、防御工作も内部の通信線もなかった。北軍の厚い散兵線が前に出てきたが、マイルスとド・トロブリアンドは、ジェイムズタウン道路に沿ってマホーンの側面を攻撃しても成功しないと判断した。
ハンフリーズが、南軍は全軍で強力な陣地を保持していると認識すると、サウスサイド鉄道に沿ってゴードン軍団の後をファームビル方向に行軍しており、ダンビルに向けた南軍の動きに対して防衛していたバーローの師団を呼び戻して他の第2軍団の師団に合流させた。これと同時にハンフリーズは、ポトマック軍指揮官ジョージ・ミード少将に宛てて、リーの全軍がカンバーランド教会に居ることを伝え、ファームビルから1個軍団を呼んで、別の側から南軍を攻撃すべきとする提案を送った。ハンフリーズもミードもまだ南軍がファームビルの橋を壊したことを知らず、歩兵では膨れ上がった川を歩いて渡ることができないことを理解していなかった。
北軍の最初の強襲が撃退された後、マイルスは部隊を右に回して、マホーン隊の左翼側面に回り込もうとした。ハンフリーズはファームビルの方向から砲声を耳にし、南軍がその右側面を短くしたのを見たので、第6軍団が川を渡り、攻撃を始めたと考えた。マイルスとジョージ・W・スコット大佐の旅団を南軍の左側面に回らせた。
スコット隊は南軍の陣地に達するまでにいくらかうねりのある丘、バレー、峡谷を通って上に上がる必要があった。キャニスター弾を含め激しい砲撃を受け、ウィリアム・フォーニー准将のアラバマ旅団が左側面に動いて防御を強めたが、北軍部隊の幾らかが南軍の前線に達した。ニューハンプシャー第5歩兵連隊がそこまで達したときに連隊とその軍旗が捕獲された。ジョージ・T・"タイゲ"・アンダーソン准将のジョージア旅団からの援軍が、南軍の側面回り込みに成功し始めていたスコット旅団の他の部隊を押し返した。その反撃で、スコットの部隊は南軍の別の側から攻撃された場合に支援されない可能性があったので、撤退を強いられることになった。マホーンはその右翼の兵の幾らかを送って北軍の散兵線に攻撃させたが、二度までも押し返された。夜になると、北軍第2軍団には援軍が到着せず、ハンフリーズは南軍前線に対する攻撃をそれ以上続けさせなかった。
バーローの師団が第2軍団に戻ってきたのは夜になってからだった。バーローは北軍前線右翼のマイルス部隊がいた位置に入った。マイルス隊は前線の中央に移動した。ド・トロブリアンド隊が左翼に就いた。

### ファームビルの騎兵戦
ハンフリーズが聞いた砲声はクルックの騎兵隊が発していたものであり、川を渡り、ファームビルからバッキンガム板張り道路を約2.5マイル (4 km) 進んで荷車隊を攻撃していた。J・アービン・グレッグ大佐（名誉准将）の師団が攻撃を率い、ヘンリー・ユージン・デイビース准将とチャールズ・H・スミス大佐（名誉准将）の旅団と、アメリカ第2砲兵連隊のジェイムズ・H・ロード中尉が率いるA大隊の支援を受けていた。荷車隊にはアンダーソンとピケット指揮下だった部隊の残存兵、数百名の落伍兵、さらに幾らかの砲兵隊が付いていた。
グレッグの旅団が荷車隊を攻撃すると、南軍トマス・ロッサー少将とトマス・T・マンフォード大佐が到着してその騎兵師団の部隊を、散開したグレッグの部隊に対抗させ、その攻撃を破り、グレッグとその兵士の幾らかを捕まえたので、他の者達は後退した。この南軍部隊は、カンバーランド教会から動いてきたゴードンの歩兵部隊に支えられていた。北軍サミュエル・B・M・ヤング大佐がグレッグ旅団の残り部隊を再編し、デイビース隊とロードの大砲の支援を得て、荷車隊を再度攻撃した。このときは、荷車隊にも歩兵が付いており、大砲の支援もあった。北軍の新たな攻撃が撃退されたが、南軍ウィリアム・ガストン・ルイス准将が重傷を負い、捕獲された。南軍は、北軍騎兵隊を撃退することを約束することで、ロバート・E・リー将軍が自ら反撃を指揮するのを食い止めた後、クルック隊を押し返してアポマトックス川を越えてファームビルまで後退させた。この頃、シェリダンがクルックをファームビルに呼び戻し、その師団をファームビルから10 (16 km) ないし12マイル (19 km) 西にあるプロスペクト駅に動かすように指示した。クルック師団はそこに真夜中頃に到着した。

### 損失
カンバーランド教会までおよびそこでの戦闘で、北軍第2軍団の損失は戦死40名、負傷210名、不明321名の合計571名となっていた。南軍の損失は不明である。騎兵戦では、クルックの騎兵隊が戦死11名、負傷33名、不明30名（捕虜に取られたグレッグ准将を含む）、合計74名となっていた。南軍が別にファームビルの戦いと呼んだこの戦闘でも、損失はやはり不明である。南軍の損失は北軍の数字の半分程度と推計された。

## 戦闘の後

### グラントが降伏を要求; リーが明言を避ける
グラントは4月7日午後5時に、ファームビルからリーに宛てて次の手紙を書いた。
将軍: 
先週の結果は、この闘争における北パージニア軍の側でこれ以上抵抗を続けることについて、希望の無さを貴方が確信されたに違いない。私がそう感じるのであり、それについてこれ以上血を流す責任から私の任務を変え、北バージニア軍と呼ばれるアメリカ連合国軍の一部の降伏を求めるものである。
グラントの副参謀であるセス・ウィリアムズ准将（名誉少将）がグラントのリーに宛てた最初の伝言をもたらし、ハンフリーズ少将の参謀によって前線を越え、午後8時半頃に届けられた。
リーはこの伝言をロングストリートに見せたが、ロングストリートは「まだだ」と言った。リーのグラントに対する返信は、その状況の希望の無さについてはグラントに同意しないが、「無益な流血」を避けようとも思っており、その軍の降伏の条件を提示するようグラントに求めていた。リーの返信は前線を通過して約1時間後に届けられ、ウィリアムズがそれを持ってハイブリッジを越える回り道をしてファームビルに戻った。

### 第6軍団がグラントに喝采し、川を越えた
4月7日夜、第6軍団がファームビルを通過し、グラントが作戦本部にしているホテルを通り過ぎるときに、かがり火を点け、グラントに喝采を送った。この軍団はその後新しく架けられた歩道橋でアポマトックス川を渡ったが、その大砲や荷車を渡すために第24軍団から借りた舟橋を待ち、その後に北岸で宿営した。第24軍団は南岸に留まり、ファームビルのすぐ西で宿営した。第25軍団の第2および第3旅団がギボンの第24軍団に付加され、ピーターズバーグ地域を再度任されていたウィリアム・バーニー准将が、新しく設けられたポウハタン砦、シティポイントおよびウィルソン桟橋方面軍の指揮に就いた。バーニー師団の第1旅団がジェームズ軍の残り部隊に追いついたのは4月10日になってからだった。

### 騎兵軍団と第5軍団が西に移動
ラナルド・S・マッケンジー准将の小さな騎兵師団がバークビル（あるいはバークビルジャンクション）からプリンスエドワード・コートハウス（現在のウォーシャム）まで進み、ファームビルに至る道路と、リッチモンド・アンド・ダンビル鉄道をキーズビルで遮断した。この部隊は前進基地の兵士と小競り合いを行い38名を捕虜にした。午後3時までに、ジョージ・アームストロング・カスター准将（名誉少将）とトマス・デビン准将の師団の部隊が、セイラーズクリークからプリンスエドワード・コートハウスに到着し始めた。北軍騎兵隊指揮官のフィリップ・シェリダン少将は食事後に、カスターとデビンに西に移動するよう命じたので、ファームビルから7マイル (11 km)、プロスペクト駅からも7マイルの位置で宿営した。チャールズ・グリフィン准将（名誉少将）の第5軍団が午後7時頃にプリンスエドワード・コートハウスに到着し、ハンプデン・シドニー・カレッジのグラウンドに行って宿営した。

### リー軍の西への夜間行軍
リーがグラントからの伝言に対応している間に、荷車列はこの日に降り続いた雨と利用し続けたためにぬかるんだ道路を西に移動し続けており、そのためにラバの中には死んだものもあり、動けなくなった荷車を燃やした場合もあった。輜重隊がリッチモンド・リンチバーグ駅馬車道を進み続けるに連れて、状態は改善された。リューベン・リンゼイ・ウォーカー准将が南軍本隊とは別に予備砲兵隊を移動させていた。前の午後にウォーカーはカンバーランド・コートハウスを通っていた。セイラーズクリークでの敗北の報せとファームビルから移動を始めた報せを聞くと、北に動いてバッキンガム板張り道路に至り、正午頃にカーズビルを通過した。そこで部隊は南西のニューストアに移動し、夜の間は停止した。これはファームビルから移動してきた荷車隊と病院隊も同様だった。
リーは、自軍がカンバーランド教会から再度夜の行軍を行い、北軍の先を進んでアポマトックス駅で食料を取得し、キャンベル・コートハウス（現在のラストバーグ）とピットシルベニア郡を通り、ダンビルまで脱出できる可能性を探らねばならないことが分かっていた。ロングストリートの軍団にリーも同行し、ピードモント・コール・マイン道路、別名バッキンガム板張り道路を通ってカーズビルを抜け、ニューストアへの裏道に進んだ。カンバーランド教会地域からの撤退前に、最後の荷車列の通過を援護した。ゴードンの軍団の後をフィッツヒューの騎兵隊が続き、近道であるリッチモンド・リンチバーグ駅馬車道を通り、ニューストアに向かった。北軍のハンフリーズは午後3時頃に、南軍捕虜が北バージニア軍はリンチバーグに向かっていると言っていたという情報をミードに送り、ミードとシェリダンはリーの作戦に関して良い情報を得た。その夜、カンバーランド教会で、ハンフリーズの部隊が眠っている間に、リー軍が逃亡していた。
4月7日夜、南軍陸軍長官ジョン・ブレッキンリッジと、南軍の主計総監、兵站総監、工兵長、その他陸軍省の役人が、馬でパンプリン駅を通り、ファームビルからの物資輜重隊の残りを目撃した。兵站総監は、北軍騎兵隊がパンプリン駅からそう遠くない所にいるので列車を移動させることを提案したが、ブレッキンリッジはそれをリーに知らせられないままに実行するのを拒否した。翌日、クルックの騎兵隊がアポマトックス駅に行く途中でパンプリン駅を通り、その列車を破壊した。
ハンフリーズ少将はその著作の中で、南軍はカンバーランド教会で戦闘に及んだことによって生じた遅れにより、リーの貴重な時間を奪ったと述べている。4月8日、シェリダン騎兵軍団のカスター師団がアポマトックス駅に真っ先に到着し、そこの輜重隊を捕獲したので、南軍は物資を失うことになった。カスターの騎兵師団は南軍の物資以外に、アポマトックス駅の戦いで約25門の大砲を捕獲し、約1,000名の兵士を捕虜にした。この遅れに加えて、多大な労力もあり、北軍騎兵隊と第5軍団、第24軍団は4月9日朝にアポマトックス・コートハウスに到着でき、南軍がリンチバーグに向かって脱出するのを防ぐことになった。

## 原註
1. ↑  ここに挙げる指揮官は歩兵戦闘の指揮官であり、近くで起きた騎兵の戦闘はファームビルの戦いと呼ばれることもある
2. ↑  Calkins, 1997, p. 202, ではカンバーランド教会での歩兵の戦闘で北軍の損失を571名、同時に近くで起きたファームビルの戦いと呼ばれる騎兵の戦闘で74名としている。Humphreys, 1883, p. 390 は、第2軍団の損失を571名としている
3. ↑  アンダーソンは、リー将軍が落伍兵全てを集めるよう命令してきたので、その命令を発したと言っていた。 Calkins, 1997, p. 125.
4. ↑  Marvel, 2002, p. 121 では後衛部隊の指揮官であるマホーンが、命令を与えるべきだったと述べている。マホーンは後に、遅れた命令の責任をゴードンに押しつけようとし、リーには直接タルコット大佐に命令を出すよう求めたとまで言っていた。タルコットは、マホーンが命令を与えるべきだったと述べ、橋を破壊する命令を受けるために副官を派遣しなければならなかったが、マホーンは橋から道路を下った4マイル (6 4 km) 先に居たとも言っていた。
5. ↑  Marvel, 2002, p. 125 states that a "fringe of Farmville ... lay north of the river".
6. ↑  リーは即座に答えなかったが、アレクサンダーに地元の兵士を使って距離を調べるように求めた。アレクサンダーがその情報を確認すると、リーは「それについて検討する十分な時間がある。その検討の場に行って出席しろ」と伝えた。リーはファームビルの橋が破壊されていることを言っていた。アレクサンダーは後に「実際に地図の上で我が軍の状況を見た者ならば、あるいはその付近の地形を理解する者が居たならば、グラント将軍が我が軍を完全に罠に入れたと見られない者は居ない。...我が軍はこのときジェームズ川とアポマトックス川の間で半島の形をした一種の水差しの中に居り、出口は1つしかない。アポマトックス・コートハウスの所が水差しの首であり、グラントは最短のルートが分かっている、と記していた。 Calkins, 1997, pp. 129–130.
7. ↑  南軍捕虜に拠れば、リーの全軍がカンバーランド教会に居り、遅かれ早かれそうなると、北軍兵に伝えた。Humphreys, 1883, p. 388.
8. ↑  本稿に挙げた他の史料では損失の数字を挙げておらず、あるいは南軍の損失を不明としているが、国立公園局はその数字を255名としている。
9. ↑  Warner, Ezra J., Generals in Blue: Lives of the Union Commanders, Louisiana State University Press, 1964, ISBN 0-8071-0822-7. p. 563 では、当時グラントの検察官としてのウィリアムズを挙げているが、ハンフリーズはウィリアムズをグラントの副参謀としている。
10. ↑  ウィリアムズが自身を証明して目的を達するまでに、ウィリアムズの従卒が南軍の哨戒兵によって殺された。 Trudeau, 1994, p. 122.
11. ↑  ユリシーズ・ダブルデイ大佐の旅団がロバート・S・フォスター准将の師団に付けられ、ウィリアム・W・ウッドワード大佐の旅団とルーミス・L・ラングドン大尉の砲兵旅団がジョン・W・ターナー准将の師団に付けられた。ジェイムズ・ショー・ジュニア大佐の旅団は軍団の残り部隊から大きく離れて行軍していた。 Calkins, 1997, p. 136.
12. ↑  シェリダンのシェナンドー軍はこのときも公式に存続しており、シェリダンは独立して行動し、グラントの命令や承認で、クルックやマッケンジーの師団を加えたり、歩兵軍団を1個以上加えたりしていた

## 関連図書
- Calkins, Chris M. Thirty-Six Hours Before Appomattox: April 6 and 7, 1865: The Battles of Sayler's Creek, High Bridge, Farmville and Cumberland Church. Farmville, VA: Farmville Herald, 1980. OCLC 7216968.

座標: 北緯37度20分47秒 西経78度23分12秒 / 北緯37.3464度 西経78.3866度